# Домбковський Пшемислав Боніфаційович
Пшемислав-Роман Боніфаційович Добмковський (23 лютого 1877, Львів — 17 грудня 1950, Львів) — польський історик права, дослідник економіки та соціальної історії Польщі, декан юридичного факультету Львівського університету ім. Яна Казимира за часів Польщі та перший декан цього ж факультету після приєднання Галичини до УРСР. Доктор права з 1900, член Польської академії мистецтв, Варшавського наукового товариства, Львівського наукового товариства, Французького товариства історії права, Державної архівної ради Австрії (1910—1918) та Польщі (1920—1939). Почесний доктор університету в Братиславі (Чехословаччина). Одним із перших почав читати лекції українською мовою.
Пшемислав Домбковський був першим деканом юридичного факультету університету у Львові післявоєнних років. Це постать харизматична: один з найвизначніших польських і українських вчених-правників у галузі історії держави і права не лише у Польщі, а й за її межами кінця XIX-першої половини XX ст., професор Львівського університету, організатор науки, вихователь польської й української студентської молоді, відомий архіваріус, видавець наукової
та навчальної літератури, автор близько 300 наукових праць, у тім числі кількох відомих і використовуваних донині у Польщі, Україні й інших країнах монографій та підручників.

## Життєпис
Пшемислав Домбковський народився у місті Львові в сім'ї службовця. Батько — Боніфацій Гжегож — був інженером-залізничником, мати — Гелена-Йоанна домогосподаркою. Дитинство провів у Стрию (тут батько працював на залізниці начальником відділу консервації), де закінчив спочатку чотирирічну початкову школу, а далі державну гімназію. У місті, де більшість населення становили українці, крім поляків проживали ще євреї, німці, отже молодий Домбковський, спілкуючись з ними, пізнавав їхню ментальність, звичаї, мову, що у майбутньому стало йому в пригоді.
Наприкінці 80-х років родина Домбковських переїхала на постійне місце проживання до Львова. Батько Пшемислава зайняв посаду старшого інженера в дирекції державних залізниць. У Львові Пшемислав продовжив навчання у 3-й цісарсько-королівській державній гімназії ім. Франца-Йосифа (з польською мовою викладання). Для випускників свідоцтво про закінчення особливо престижної гімназії (матуральне свідоцтво) у ті часи відкривало дорогу до вступу у вищі навчальні заклади цілої Австро-Угорської монархії.
У 1894 році з відзнакою закінчив гімназію і вступив на юридичний факультет (виділ права) Львівського університету, що тоді називали «Цісарсько-Королівським університетом ім. Франца-Йосифа I». Навчаючись на третьому курсі, у вільний від навчання час по рекомендацією професора Оскара Бальцера молодий науковець став працювати у Львівському крайовому архіві актів земських і гродських. Працював у ньому до 1916 року, ставши одним з найвідоміших архівістів в Австрії. Робота в архіві дала йому змогу не лише оплачувати навчання в університеті (воно було платним), але й досконало вивчити архівні матеріали, в результаті чого він підготував і у 1910—1911 рр. видав ґрунтовну працю «Польське приватне право».
У 1898 року Пшемислав Домбковський знову ж таки з відзнакою закінчив юридичний факультет і цього ж року склав вступні іспити в докторантуру (це були римське, канонічне, німецьке і судове право). У грудні 1900 року захистив у Львівському університеті докторську працю й отримав ступінь доктора права (17 грудня). У літньому семестрі 1906 доручено Пшемислав Домбковському читати курс лекцій з історії польського приватного права.
З 1907 по 1908 роки Пшемислав Домбковський відбув наукове стажування в Парижі, у Паризькому університеті, близько 11 місяців працював в архівах і бібліотеках Варшави. Під час перебування за кордоном (Німеччина, Франція), у Варшаві познайомився і налагодив наукові контакти з багатьма відомими вченими, політиками, письменниками, уважно придивлявся і вивчав наявні там суспільно-політичні й національні відносини, економічні проблеми.
Внаслідок наполегливих звернень очільників Львівського університету австрійське Міністерство віросповідань і освіти 21 лютого 1910 року надало Пшемиславу Домбковському, якому тоді виповнилося 33 роки, титул надзвичайного професора.
Почалася Перша світова війна. З огляду на наближення російських військ багато професорів та викладачів університету, у тім числі ректор Ст. Сташинський, виїхали зі Львова на захід. Заняття в університеті були припинені. Професор Домбковський залишився у Львові разом з багатьма іншими викладачами. Вони сподівались на те, що російська влада відновить діяльність польського університету через, як здавалось, лояльне ставлення до польського населення і установ. Було заборонено лише українські організації, товариства, закрито бібліотеки, читальні, видавництва, розграбовано музеї, заборонено українська мову, літературу. Недарма генерал-губернатор Галичини граф Бобринський услід за царем Миколою II, який на початку квітня 1915 відвідав Львів, підкреслював, що Галичина і Лемківщина були здавна невід'ємними частинами єдиної Великої Росії, і тому він буде на цих землях запроваджувати російську мову, закон і устрій. Проте у червні 1915 р. Галичину знову захопили австрійці й університет знову почав діяти. Домбковського 1 січня 1916 року призначено завідувачем новоствореної кафедри історії німецького права.
У Львові склалася тривожна політична ситуація. Почалась українсько-польська війна за Східну Галичину, яка розпочалася 1 листопада 1918 року — між Західноукраїнською Народною Республікою і Польською державою. Тому заняття в університеті довший час фактично не проводили, не отримував Домбковський, отже, і зарплати. Він вирішив переїхати до Варшави. У зимовому семестрі 1919/1920 навчального року розпочав на юридичному факультеті столичного університету читати курс історії польського приватного права.
Влітку 1920 року повернувся він до Львова, коли під містом ішли завзяті бої з Червоною армією (тривала польсько-радянська війна, на Львів наступала кінна армія С. Будьонного). У вересні Червона армія була відкинута з-під Львова і Варшави, у Ризі почалися мирні переговори. У Львівському університеті в жовтні відновили заняття. Професор Домбковський знову очолив кафедру давнього польського приватного права.
У 1921—1922 навчальному році за сумісництвом став працювати в Люблінському Католицькому університеті, де читав курс історії західноєвропейського права — 4 години на тиждень. Доїжджав на ці заняття зі Львова. Працював у Католицькому університеті до 1928 року.
Зрештою у Львівському університеті після смерті А. Гальбана Домбковський додатково (тимчасово) очолив ще й кафедру історії західно-європейського права, а по смерті О. Бальцера (1933) став провідним викладачем повного курсу історії держави і права Польщі. Пшемислав Домбковський виконував у Львівському університеті низку важливих адміністративних функцій. Зокрема, у 1920 році був обраний деканом юридичного факультету (деканів тоді обирали терміном на один рік). Домбковський входив до складу університетської дисциплінарної комісії, яка розглядала справи і проступки викладацького і навчально-допоміжного складу. У 1925 році його знову обрано деканом юридичного факультету. В 1939 році сенат Львівського університету обрав Домбковського на посаду ректора університету, але він відмовився від неї.
У жовтні 1939 р. відновив діяльність Львівський університет, який оголошено державним українським університетом. Тут залишилась працювати певна кількість польських викладачів — професорів і доцентів, а також прислано викладачів з України та Росії. Указом Президії Верховної Ради УРСР 8 січня 1940 університету присвоєно ім'я Івана Франка. В університеті ліквідовано факультет теології та медичний, на базі якого створено Державний медичний інститут. Професор Домбковський, який мав великий науковий авторитет і європейського масштабу ім'я, був залишений для праці на юридичному факультеті
Німецько-радянська війна розпочалась 22 червня 1941 Львів 30 червня зайняли німецькі війська. Університет зачинено, заняття припинено. Домбковський залишився без засобів до існування. Щоправда, почав давати платні приватні заняття, а також включився в діяльність підпільного польського університету. Восени 1943 році загинула унаслідок нещасного дорожнього випадку його дружина Марія.
Після звільнення Львова від німецьких окупантів університет знову відновив свою діяльність. Професорові було доручено керувати кафедрою загальної історії держави і права. Кафедру історії держави і права Союзу РСР очолив колишній учень Домбковського К. Кораний. На юридичному факультеті залишилось працювати ще кілька польських професорів — М. Хлямтач (римське право), Ю. Макаревич (кримінальне право). Заняття проводили мішаною польсько-російсько-українською мовою. Наукову працю з приводу браку літератури, у тім числі іноземної, недоступності архівів майже припинили. Не публікували й статей та матеріалів, бо недостатньо добре знали українську чи російську мови.
У листопаді 1944 Домбковського обрано деканом (першим після війни) юридичного факультету. Функції декана він виконував до 16 квітня 1946, коли з власної ініціативи подав у відставку, залишившись завідувачем кафедри.

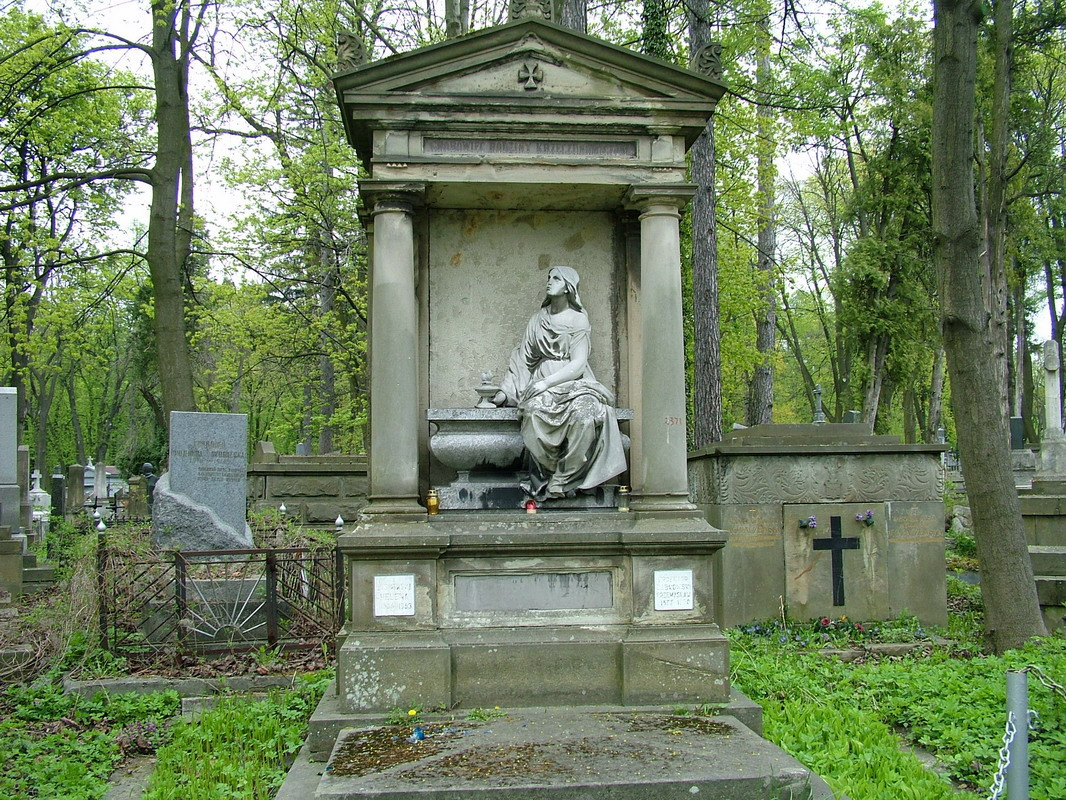
Склеп Пшемислава Домбковського на Личаківському цвинтарі у Львові

## Смерть
Він продовжував працювати на юридичному факультеті аж до своєї смерті 18 грудня 1950 року. Керівництво університету влаштувало йому урочистий похорон. Домбковського поховано у родинному гробівці на Личаківському цвинтарі у Львові. Звістка про його смерть викликала в науковому і студентському середовищі України, Польщі та інших країн глибокий жаль. Був одним з найвідоміших і найавторитетніших вчених з історії держави і права всієї Східної Європи, талановитим педагогом, порядною людиною.

## Доробок
Професор Домбковський залишив багатий науковий доробок, який налічує близько 300 позицій, у тім числі певна кількість навчально-методичних праць, а також персоналій з нагоди різних історичних роковин, дат і ювілеїв. Досліджував проблеми історії права та приватного права. Однією з найцікавіших для українських науковців чи студентів може бути праця «Помста, викуп і покора у Галицькій Русі в XV і першій половині XVI ст.», опублікована у 1887 р. тощо.
Чи не найвидатнішою його працею вважають двотомне «Польське приватне право», видане у 1910—1911 рр. За цю працю отримав нагороду Академії наук у Кракові, а в 1917 році — нагороду Наукового товариства у Варшаві. Професор Домбковський видав також підручник для студентів «Нариси польського приватного права» (1920), який неодноразово перевидавали, а також «Алфавітну книгу давнього польського права» (1932). Кілька важливих праць опублікував з іншої галузі своїх зацікавлень — архівальної справи: «Палестра й судові книги земські і гродські у давній Польщі»(1926) та ін.
Не залишав поза увагою П. Домбковський гострих на той час міжнаціональних і віросповідних проблем на землях Галичини. У цій галузі він опублікував працю «Політика руських сеймиків в XVII—XVIII ст. щодо євреїв» (1917), «Економічні
відносини Галицької землі» (1927). Не оминав він і проблеми зарубіжної історії держави і права: досліджував зміст «Руської Правди». французького права у Польщі.
Займався Домбковський і видавничою діяльністю. У 1925—1939 видавав «Історико-правничі записки» («пол. Pamiętnik Historyczno-Prawny»), вийшло 13 томів. Домбковський був редактором «Інформатора» про засідання Наукового товариства у Львові. Започаткував часопис «Історико-правничий путівник» («пол. Przewodnik historyczno-prawny», 1930), вийшло 5 томів.

### Основні праці
- «Помста, викуп і примирення у Галицькій Русі в XV та першій половині XVI ст.» (1987);
- «Політика руських сеймиків в XVII—XVIII ст. щодо євреїв» (1917 р.);
- «Приписи „Руської Правди“ про борті» (1919), «Господарські відносини в Галицькій землі у XV ст.» (1927),
- «Польське приватне право» (т. 1—2, 1910—11). Літ.: Pamietnik trzydziestolecia pracy naukowej prof. dr. Przemyslawa Dabkowskiego, wydany staraniem Kolka histo-ryczno-prawnego sluchaczow Uniwersytetu Jana Kazimierza. 1897—1927. Lwow, 1927;
- «Палестра й судові книги земські і гродські у давній Польщі»(1926);
- «Економічні відносини Галицької землі» (1927)
- Адміністративний поділ Руського та Белзького воєводств у XV ст. («Podział administracyjny województw ruskiego i bełzkiego w XV wieku: z mapą»)

## Нагороди та звання
За великі наукові досягнення та організаторську діяльність в 1934 був нагороджений державним орденом «Командорський хрест Полонія Рестітута» та французькою відзнакою «Академічні пальмові гілки». Нагороджений медаллю «За доблесну працю у Великій Вітчизняній війні 1941—1945 рр.».
Домбковський був обраний членом Польської Академії наук у Кракові (тоді він мав 35 років). У 1928 його обрано членом Болгарської Академії наук в Софії, 1929 — Чеської Академії наук у Празі, 1934 — почесним доктором (honoris cousa) Університету Амоса Коменського у Братиславі. Був почесним членом наукових товариств у Варшаві, Вільнюсі, Перемишлі, Сяноку, французького історично-правового товариства в Парижі (з 1920). У 1936 його обрано, за попередньою згодою, членом Українського наукового товариства ім. Тараса Шевченка у Львові.